# Класс изоморфности
Класс изоморфности — класс эквивалентности по отношению изоморфности. Понятие класса изоморфности может быть определено для любого класса, на котором определено отношение изоморфности: для класса всех групп, класс всех колец, а в общем случае вообще для любой категории. Класс изоморфности может быть собственным.
В некоторых категориях для изоморфных объектов существуют свои термины для изоморфности (для множеств это равномощность, для топологических пространств — гомеоморфность, для метрических пространств — изометричность и так далее), для них словосочетание «класс изоморфности» может использоваться с эти термином вместо изоморфности (соответственно, класс равномощности, класс гомеоморфности, класс изометричности и так далее).

## Примеры
- Для множеств без дополнительной структуры изоморфными называют равномощные множества. Класс изоморфности множества {\displaystyle A} — класс всех множеств той же мощности, как у {\displaystyle A}.
- Класс изоморфности группы порядка {\displaystyle 3} — класс всех групп порядка {\displaystyle 3}.
- Есть два класса изоморфности групп порядка {\displaystyle 4}: класс всех циклических групп порядка {\displaystyle 4} и класс всех групп, изоморфных четверной группе Клейна.
- Класс изоморфности конечномерного векторного пространства размерности {\displaystyle d} — класс всех векторных пространств, размерности {\displaystyle d}. Если принять аксиому выбора, то условие конечномерности можно убрать.

## Изоморфный тип
Есть также сходное понятие — изоморфный тип. Неформально говоря, изоморфный тип — это некоторая характеристика объекта, которая одинакова для изоморфных объектов и разная для неизоморфных. То есть её смысл в том, что два объекта изоморфны тогда и только тогда, когда они имеют один и тот же изоморфный тип.
Самый очевидный способ определить изоморфный тип — определить его как класс изоморфности. Именно так обычно и поступают, когда классы изоморфности являются множествами. Однако зачастую классы изоморфности оказываются собственными, что делает работу с ними весьма неудобными. Из-за этого приходится определять изоморфные типы иными способами.
Один из таких примеров — изоморфный тип вполне упорядоченных множеств (для упорядоченых множеств изоморфный тип обычно называют порядковым типом). В ZF его определяют не как класс изоморфности частично упорядоченных множеств, а как определённое каноническое множество из этого класса. Известным фактом в ZF является то, что в каждом классе изоморфности вполне упорядоченных есть одно и только одно упорядоченное множество, такое что его порядок является отношением принадлежности и оно транзитивно. Поэтому изоморфный тип можно определить как это самое множество. Аналогично с изоморфным типом произвольных множеств без структуры в ZFC (изоморфный тип множеств без структуры называют мощностью). В любом классе изоморфности множеств есть ординал, и изоморфный тип можно определять как наименьший из них.
В ZF такой способ определения изоморфного типа множества уже не срабатывает: в общем случае нельзя найти какой-то определённый канонический объект в классе изоморфности и требуется иной подход. В качестве такого подхода обычно использует трюк Даны Скотта: из класса изоморфности выделяют специальный подкласс элементов наименьшего ранга, который является множеством. Такой подкласс существует и единственен для каждого класса. Данный трюк привлекает тем, что позволяет в ZF определить изоморфные типы вообще для любой категории.
В различных ослаблениях ZF или альтернативных теориях множеств изоморфный тип зачастую вообще бывает невозможно определить. Например в ZFA + (A — не множество) определить мощность в терминах этой теории невозможно вообще и требуется подход отличный от изоморфного типа.
При неформальном изложении зачастую понятие изоморфного типа отождествляют с понятием класса изоморфности. Также некоторые авторы под понятием «класс изоморфности» понимают то, что было здесь описано как «изоморфный тип».